# Dulce de leche
Dulce de leche u španskom jeziku ili doce de leite u portugalskom jeziku je tradicionalni južnoamerički slatki namaz. Posebno je omiljen u Argentini, Brazilu, Paragvaju i Urugvaju. Popularan je u Meksiku pod nazivom cajeta, a u Kolumbiji i Venecueli pod nazivom arekvipa. Ime na španskom jeziku u prevodu doslovno znači slatko ili pekmez od mleka.

## Način pripreme
Najjednostavniji recept je samo na blagoj vatri konstanto mešati smesu mleka i šećera. Može se dodati i aroma vanile za lepši ukus. Većina vode iz mleka ispari i smesa se zgušnjava i dolazi do karamelizacije. Kod kuće je najlakše spremiti dulce de leche koristeći mleko iz koga je već izvučena voda koje je dostupno u prodavnicama, tako što je ono ukuvava oko dva do tri sata na slaboj vatri.

## Kao dodatak drugoj hrani
Dulce de leche se koristi kao preliv na drugim slatkišima kao što su torte, kolači, vafli i keksići.
U Izraelu i Sjedinjenim Američkim Državama često se koristi kao fil za tradicionalne okrugle krofne koje prave Jevreji na Hanuku.

## Slatkiš od dulce de lecha
Slatkiš napravljen samo od dulce de lecha zove se Vaquita što u prevodu znači mala krava.
Ova poslastica se proizvodila u Mu-Mu fabrici do 1984. kada je devastirana, a sada se pravi u mnogim fabrikama širom sveta ali sa mnogo manjim kvalitetom.